# Ulica Ogrodowa w Łodzi
Ulica Ogrodowa – ulica w Łodzi o długości ok. 1,4 km, przebiegająca w dzielnicach Bałuty i Polesie. Zaczyna się na skrzyżowaniu z ulicami Nowomiejską i Północną, której jest przedłużeniem, a kończy przy głównej bramie Starego Cmentarza, przechodząc w ulicę Srebrzyńską. Ulica na odcinku od ulicy Nowomiejskiej do ulicy Zachodniej oraz od ulicy Cmentarnej do Starego Cmentarza posiada torowisko tramwajowe.

## Historia
Odcinek ulicy Ogrodowej, pomiędzy ulicą Piotrkowską (obecnie Nowomiejską) i ulicą Zachodnią, początkowo nosił nazwę Północna. Dopiero po przedłużeniu tej ulicy w 1863 roku na zachód od ulicy Zachodniej otrzymała na całej długości nazwę Ogrodowa. Biegła wzdłuż Starego Cmentarza, następnie nieregularnie wydłużając się na zachód łączyła się z ulicą Srebrzyńską – drogą prowadzącą do wsi Mania. Ulica Ogrodowa wkrótce stała się główną arterią komunikacyjną fabryki Izraela Poznańskiego. Zakład fabryczny wzniesiono po północnej stronie ulicy, natomiast na południe od niej powstały domy dla robotników. W czasie okupacji niemieckiej nazwę ulicy zmieniono na Gartenstraβe. Po wojnie przywrócono poprzednią polską nazwę oraz dobudowano drugą jezdnię na odcinku pomiędzy ulicą Nowomiejską a Zachodnią.

## Ważne miejsca
Przy ulicy Ogrodowej lub w jej pobliżu znajdują się:
- secesyjny budynek pałacu Izraela Poznańskiego, obecnie siedziba Muzeum Miasta Łodzi (ul. Ogrodowa 15)[4]
- brama i budynek dawnej fabryki Izraela Poznańskiego[5] – obecnie hotel Andel’s (ul. Ogrodowa 17)[6]
- teren nieistniejącego cmentarza dwuwyznaniowego (ul. Ogrodowa 22)[7]
- fabryczne osiedle robotnicze z lat 1897–1913[8]
- Stary Cmentarz (ul. Ogrodowa 39)[9]